# Ibn al-Wardi
Zayn al-Dīn Abū Ḥafs ʿUmar Ibn al-Wardī (in arabo زين الدين أبو حفص عمر ﺍﺑﻦ ﺍﻠﻮﺭﺩﻱ‎?; Ma'arrat al-Nu'man, 1291/1292 – Aleppo, 1348/1349) è stato un geografo, storico e giurista arabo.
Ibn al-Wardī, il cui nome completo era Zayn al-Dīn Abū Ḥafs ʿUmar ibn al-Muẓaffar ibn ʿUmar ibn Muḥammad ibn Abī al-Fawāris al-Maʿarrī al-Kindī (in arabo زين الدين أبو حفص عمر بن المظفَّر بن عمر بن محمد ابن أبي الفوارس المعرّي الكِندي‎?),  fu uno studioso arabo siriano nato nel 691 del calendario islamico, e morto nel 749 E.. Fu autore della Kharīdat al-ʿAjā'ib wa farīdat al-gharāʾib ("La perla delle cose meravigliose e l'unicità delle cose strane"): un trattato geografico comprendente sezioni di storia naturale.
Scrisse anche il Taʾrīkh Ibn al-Wardī ("La storia di Ibn al-Wardī"). Era un faqih sciafeita ed esercitò questa professione a Manbij

## SullaKharīda
La Kharīda di Ibn al-Wardī è un atlante della Terra, giuntoci in forma di manoscritto, copiato nel XVII secolo.
La Kharīda rappresenta una summa sulle conoscenze geografiche del mondo arabo, dove si parla di clima, territorio, fauna e flora, popolazioni, stili di vita, Stati esistenti e loro regimi di governo nelle singole aree del mondo. L'opera era accompagnata da mappe a colori del mondo e dalla riproduzione della Ka'ba.
Malgrado il libro di Ibn al-Wardī abbia ricevuto riconoscimenti da al-Masʿūdī, da Ahmad al-Tusi (m. 1193) - che scrisse un libro dal medesimo titolo del capolavoro di Zakariyyāʾ al-Qazwīnī, le Makhlukāt al-ʿajāʾib - e da altri studiosi, Mohamed Bencheneb affermò che esso fosse semplicemente un plagio di un libro dello scrittore egiziano Najm al-Dīn Aḥmad ibn Ḥamdān ibn Shabīb al-Ḥanbalī (ca. 1332), dal titolo Jāmiʿ al-funūn wa-salwat al-maḥzūn. Resta il fatto che la Kharīdat, malgrado possa essere stato condizionato indirettamente da al-Ḥanbalī, come afferma Bencheneb, è di fatto una copia del Muʿjam al-Buldān di Yāqūt, ivi compresa la sua fraseologia.
L'autore parla anche di Slavi e del loro modello di vita e cita al-Mahdiyya come capitale della dinastia fatimide.